# Alexander Nix
Alexander James Ashburner Nix, né le 1er mai 1975, est l'ancien directeur général britannique de Cambridge Analytica, suspendu avant la disparition de cette entreprise en mai 2018, et directeur du groupe Strategic Communication Laboratories (SCL), une officine de recherche sur le comportement stratégique et de conseil en communication, qui comporte une division « élections » (SCL Élections).
Cambridge Analytica, en lien notamment avec les think tanks du 55 Tufton Street, a considérablement aidé « Vote Leave », « Leave.EU » et d'autres organisations ayant fait campagne en faveur du Brexit. La société a été également engagée par les candidats républicains Ted Cruz et Donald Trump dans la campagne de l'élection présidentielle américaine de 2016. 
Lors de campagnes électorales au Royaume-Uni comme aux États-Unis, Cambridge Analytica s'est approprié des informations privées soustraites sans autorisation à plus de 80 millions d'utilisateurs de Facebook, selon le rapport fait par le New York Times, afin de cibler des messages favorables au Brexit et à l’élection de Trump au cours de l'année 2016. Le 20 mars 2018, Alexander Nix a été suspendu de Cambridge Analytica après la diffusion d'une séquence vidéo clandestine dans laquelle il révélait que son entreprise n'hésitait pas à utiliser divers procédés (prostituées, corruption) pour influencer plus de 200 élections à l'échelle mondiale en faveur de ses clients,,. En septembre 2020, le directeur du service des insolvabilités (Insolvency Service (en)) annonce qu'Alexander Nix est condamné à sept ans d'interdiction de fonction d'administrateur, de promotion, de création ou de gestion d'une entreprise, à partir du 5 octobre 2020 pour cause de « comportement dépourvu d'éthique ».

## Biographie

### Jeunesse
Alexander Nix est né le 1er mai 1975. Il grandit dans le quartier de Notting Hill dans l'Ouest de Londres, suit les cours payants au Collège d'Eton et étudie l'histoire de l'art à l'Université de Manchester. Plus tard, il travaille comme analyste financier chez Baring Securities au Mexique pour Robert Fraser & Partners LLP, une firme spécialisée dans la fiscalité et la finance d'entreprise. En 2003, Alexander Nix quitte la finance pour rejoindre le groupe SCL.

### Cambridge Analytica
En 2013, Alexander Nix configure Cambridge Analytica comme une émanation du groupe SCL en vue de cibler les électeurs dans « plus de 40 campagnes politiques aux États-Unis, Caraïbes, Amérique du Sud, Europe, Afrique et Asie ». Aux États-Unis, l'entreprise participe aux élections législatives de 2014 et aux primaires comme à l'élection présidentielle américaine de 2016 au cours de laquelle elle est financée par la famille Mercer. L'entreprise d'Alexander Nix prend part à la campagne menée par Ted Cruz et Donald Trump pour la présidence des États-Unis à l'aide de profils « psychographiques » des électeurs construits sur des données récoltées à partir de Facebook.
En 2016, Alexandre Nix, selon des sources proches de l'enquête du Congrès sur les interactions entre certains associés de Donald Trump et le Kremlin, interrogées par The Daily Beast, aurait en novembre dit qu'il a demandé à Julian Assange (fondateur de Wikileaks) de l'aider, d'une manière ou d'une autre, à publier des courriels disparu d'un serveur privé antérieurement utilisé par Hillary Clinton (candidate démocrate se présentant aux élections présidentielles américaine contre Donald Trump (Républicain soutenu par Steve Bannon et Mercer respectivement stratège et financier de Cambridge Analytica et d'AggregateIQ). Julian Assange a ensuite confirmé avoir été contacté pour ce faire, mais en précisant dans un tweet qu'il avait refusé.
De l'autre côté de l'Atlantique, via Cambridge Analytica et AggregateIQ, Nix interfère avec le référendum de 2016 sur l'Union européenne en aidant notamment « Vote Leave » et « Leave.EU » dans leurs campagnes pro-Brexit. Selon des témoignages concordants, tels que celui d'Aaron Banks de « Leave.EU » ; celui de Christopher Wylie, ancien employé de Cambridge Analytica qui, comme directeur de recherche, a aidé à construire l'algorithme utilisé ; celui de Brittany Kaiser, directrice du développement des affaires de Cambridge Analytica ; et celui d'Andy Wigmore, directeur de la communication de « Leave.EU »,,. Selon Andy Wigmore, le travail pour « Leave.EU » a en outre été fait pro bono (gracieusement) « car Nigel Farage est un bon ami de la famille Mercer. Et Robert Mercer a fait les présentations : « Voici une société dont je pense qu'elle peut vous être utile (...) Ce qu'ils ont essayé de faire aux États-Unis et ce que nous essayons de faire ont beaucoup de points communs. Nous avons partagé beaucoup d'informations. Pourquoi ne le ferions nous pas ? ». Derrière la campagne de Donald Trump et derrière Cambridge Analytica, ajoute-t-il, il y a « les mêmes personnes. C'est la même famille. »
En février 2018, Alexander Nix déclare devant le comité du Numérique, de la Culture, des Médias et du Sport du Parlement britannique que sa société n'a pas reçu les données de Facebook. Le président du comité, Damian Collins, annonce : « Nous allons communiquer avec Alexandre Nix la semaine prochaine, lui demandant d'expliquer ses observations ». Alexander Nix prétend ne pas avoir délibérément induit en erreur la Commission parlementaire.
En mars 2018, The Observer signale qu'Alexander Nix « s’était exprimé de manière imprudente sur les pratiques de l'entreprise » quand il a été filmé par la chaîne Channel 4 News et que Cambridge Analytica a essayé d'arrêter la diffusion de la suite du programme. Alexander Nix a offert de « belles jeunes filles ukrainiennes » pour discréditer les opposants politiques au Sri Lanka. Une première partie du film a été projetée le 19 mars dans une séquence de 30 minutes, avec une suite prévue pour le lendemain, centrée sur l'implication dans la campagne de Donald Trump. La conversation montre un Alexander Nix en train de piéger et corrompre pour le compte de Cambridge Analytica.
Le 20 mars 2018, Alexander Nix est suspendu de Cambridge Analytica.

### Emerdata
Le 23 janvier 2018, Alexander Nix est nommé directeur de Emerdata Ltd., une nouvelle société constituée en août 2017, avec Julian Wheatland, président de SCL et Alexander Tayler, agent de données en chef de Cambridge Analytica. Le 16 mars 2018, Rebecca et Jennifer Mercer, membres de la famille Mercer qui a soutenu Cambridge Analytica financièrement (au moins 15 millions $ selon le New York Times), sont également nommés administrateurs. Un autre directeur de Emerdata est un homme d'affaires chinois Johnson Chun Shun Ko, vice-président et directeur général de la Frontier Services Group, une entreprise de sécurité privée qui opère principalement en Afrique et est présidé par Erik Prince, un homme d'affaires américain, soutien de Donald Trump, mieux connu pour avoir créé la milice privée Blackwater USA et être le frère de la secrétaire d’État américain pour l'éducation Betsy DeVos.

### Autres
À la fin de mars 2018, selon Companies House, Alexander Nix devient directeur au conseil d'administration de dix entreprises du Royaume-Uni appartenant au groupe Companies House : Firecrest Technologies Limited; Emerdata Limited; SLC Groupe Limited; SCL Analytics Limited; Cambridge Analytica (UK) Limited; SCL Numérique Limited; SCL Souverain Limited; SCL Commerciale Limited; SCL Sociale Limited; SCL Élections Limited.